# Gschwindt-féle Szesz-, Élesztő-, Likőr- és Rumgyár
A Gschwindt-féle Szesz-, Élesztő-, Likőr- és Rumgyár egy mára már megszűnt budapesti szeszipari létesítmény volt.

## Története
A gyárat 1868-ban alapították a mai József körút és az Üllői út egyik sarkán lévő telken (József körút 84. / Üllői út 44.). 1895 körül a gyár körülbelül 250 munkást foglalkoztatott, gépeit egy 200 lóerős gőzgép hajtotta. Fő termékei: szeszek, élesztők, rumok, likőrök voltak.
Egyik legnépszerűbb terméke az Unicum nagy vetélytársa Aqua Vitae („élet vize”) nevű párlat volt.
A gyár 1909-ben Budafokra költözött, épületeit elbontották. Helyére épültek az 1920-as években az úgynevezett a Corvin-házak. A budafoki gyár történetéről:

## Korabeli térképes ábrázolások
- 1895-ös térkép
- 1903-as térkép
- 1908-as térkép

## Egyéb irodalom
- Józsefvárosi lexikon, MSZMP VIII. Kerületi Bizottsága – Fővárosi Tanács VIII. Kerületi Tanácsa, Budapest, 1970
- https://tozsdemuzeum.hu/kibocsato/gschwindt-fele-szesz-eleszto-likor-es-rumgyar-rt/
- https://lesaffre.hu/rolunk/lesaffre-magyarorszag/
- Kollin Ferenc: Budapesti üdvözlet, Helikon Kiadó, Budapest, 1983, ISBN 963-207-595-1, 199-200. o.